# Daniel González Flores
Daniel González Flores (Albacete, 18 de marzo de 2002) es un futbolista español que juega como delantero centro en el Real Club Celta de Vigo Fortuna de la Primera División RFEF, cedido por el Albacete Balompié.

## Trayectoria
Nacido en Albacete, se forma en el fútbol base del Albacete Balompié. Debuta con el filial el 23 de enero de 2021 al partir como titular en un empate por 0-0 frente al Club Atlético Ibañés en la Tercera División y anota su primer gol el siguiente 21 de febrero en la derrota por 3-1 contra el Calvo Sotelo Puertollano CF en la misma categoría.
Su debut con el primer equipo llega el 30 de noviembre de 2021 al entrar como suplente en la segunda mitad y anotando un gol en los minutos finales de la victoria por 2-1 frente al Racing de Ferrol en la Copa del Rey. El 27 de diciembre renueva su contrato con el club hasta 2025.
Daniel anota 4 goles más en lo que resta de temporada, consiguiendo el ascenso a la Segunda División. El 1 de septiembre de 2022 asciende definitivamente al primer equipo.
Logra debutar con el primer equipo el 18 de septiembre de 2022 al entrar como suplente en los minutos finales de una derrota liguera por 1-0 frente a la SD Ponferradina.
El 27 de diciembre de 2022, renueva una temporada por el Albacete Balompié y se marcha cedido al Atlético de Madrid B de la Segunda División RFEF hasta el final de la temporada.
El 1 de septiembre de 2023, firma por el Real Club Celta de Vigo Fortuna de la Primera División RFEF, cedido por el Albacete Balompié.

## Clubes
Actualizado al último partido disputado el 18 de septiembre de 2022.
| Club                                     | País   | Año       | Partidos | Goles |
| ---------------------------------------- | ------ | --------- | -------- | ----- |
| Atlético Albacete                        | España | 2021-2022 | 25       | 8     |
| Albacete Balompié                        | España | 2021-act. | 20       | 4     |
| Atlético de Madrid B (cedido)            | España | 2023      |          |       |
| Real Club Celta de Vigo Fortuna (cedido) | España | 2023-act. |          |       |